# 臺中市政府都市發展局
臺中市政府都市發展局（簡稱臺中市都市發展局、臺中市都發局），為臺中市政府一級機關，掌管臺中市土地規劃、都市計畫、都市更新、都市設計、建築管理等相關業務。

## 歷史
- 2007年，臺中市政府成立「臺中市政府都市發展處」。
- 2010年12月25日，臺中縣市合併升格為直轄市，整合原臺中縣政府相關業務單位合併改制為「臺中市政府都市發展局」，局本部設在臺中州廳辦公區、與臺中市政府環境保護局合署辦公。
- 2012年8月15日，於豐原區陽明大樓成立「山城服務中心」。
- 2013年2月21日，於大肚區成立「第三服務中心」。3月12日，於太平區成立「第五服務中心」。6月28日，於沙鹿區成立「第二服務中心」。
- 2017年7月3日，住宅管理科與廣告物管理科合併成立「臺中市住宅發展工程處」，專門負責社會住宅相關事宜。
- 2020年7月13日，與臺中市政府環境保護局搬遷至鄰近臺灣大道市政大樓的原臺中市警察局文心路廳舍合署辦公。

## 歷任局長
| 任次 | 姓名   | 就任時間                       | 備註           |
| ---- | ------ | ------------------------------ | -------------- |
| 1    | 何肇喜 | 2010年12月25日－2013年8月1日   |                |
| 2    | 沐桂新 | 2013年8月1日－2014年12月25日   |                |
| 代理 | 王俊傑 | 2014年12月25日－2015年7月23日  | 副局長代理局長 |
| 3    | 王俊傑 | 2015年7月23日 - 2018年12月25日 |                |
| 代理 | 紀英村 | 2018年12月25日－2019年1月7日   | 副局長代理局長 |
| 4    | 黃文彬 | 2019年1月8日－2022年12月24日   |                |
| 代理 | 紀英村 | 2022年12月25日-2023年2月6日    | 副局長代理局長 |
| 5    | 李正偉 | 2023年2月6日－現任             |                |

## 組織
- 局長
  - 副局長（2名）
    - 主任秘書
    - 總工程司
      - 副總工程司（4名）

    - 專門委員

### 組織架構
業務單位
- 綜合企劃科
- 城鄉計畫科
- 都計測量工程科（位於豐原陽明大樓）
- 都市設計工程科
- 都市更新工程科
- 建造管理科
- 營造施工科
- 使用管理科
- 都市修復工程科（位於東興路，中國國民黨臺中市黨部後方）

行政單位
- 秘書室
- 人事室
- 會計室
- 政風室

附屬機構
- 臺中市住宅發展工程處

### 相關會議
- 建築法規小組
- 都市計畫委員會
- 公寓大廈調處委員會
- 都市更新審議委員會
- 復核會議
- 非都市土地開發審議會議

### 服務中心
- 山城服務中心：豐原區陽明街36號（臺中市政府陽明市政大樓）

## 相關重大業務
- 台中州廳及其附屬建築群再利用案
- 台中水湳經貿生態園區開發案
- 台灣塔國際競圖

## 外部連結
- 臺中市政府都市發展局（页面存档备份，存于）（繁體中文）（英文）
- 臺中市政府都市計畫地理資訊查詢系統
- 內政部營建署 - 魅力城鄉主題網（页面存档备份，存于）